# Y Normae
Y Normae är en misstänkt variabel (CST:) i stjärnbilden Vinkelhaken. 
Stjärnan har fotografisk magnitud +9,5 och visuell magnitud 10,42 med variationer av okänd period.